# Othmar Neuhaus
Othmar Neuhaus (* 12. März 1960) ist ein Schweizer Politiker (Christlichdemokratische Volkspartei (CVP)).
Neuhaus gehörte ab 1991 dem Gemeinderat von Giffers an. Bei den Wahlen zum Grossen Rat des Kantons Freiburg im Jahr 2010 trat er auf der Liste 1 der CVP Sense an und wurde nicht gewählt. Nach dem Tod von Moritz Boschung zog Othmar Neuhaus am 14. Oktober 2010 als Nachrücker in den Grossen Rat ein. Im Rat war er Mitglied der Finanz- und Geschäftsprüfungskommission und der Commission parlementaire chargée de l'examen du projet de loi sur l'approvisionnement économique du pays. Bei den Grossratswahlen für die Amtsperiode 2012–2016 wurde Neuhaus nicht wieder gewählt. Er ist in der Amtsperiode 2016–2021 als Ammann im Gemeinderat Giffers tätig.
Neuhaus wohnt in Giffers.